# Booker Prize
Il Booker Prize, precedentemente noto come Booker Prize for Fiction (1969–2001) e Man Booker Prize (2002–2019), è un premio letterario istituito nel 1968 e assegnato ogni anno al miglior romanzo scritto in inglese e pubblicato nel Regno Unito e, dal 2018, nella Repubblica d'Irlanda.
Al vincitore del Booker Prize sono generalmente assicurati fama e successo internazionale, e per questo motivo il premio è di grande importanza per il mercato dei libri. È un segno di distinzione per gli scrittori venir nominati nella rosa dei finalisti. Nel 1993, il "Booker of Bookers Prize" fu assegnato a Salman Rushdie per Midnight's Children (vincitore nel 1981), come miglior romanzo ad aver vinto il premio nei suoi primi 25 anni di esistenza. Un premio simile, conosciuto come "The Best of the Booker" è stato assegnato nel 2008 per celebrare il quarantesimo anniversario del premio, e anch'esso è stato vinto dal romanzo di Rushdie

## Storia
Il premio era originariamente conosciuto come "Booker-McConnell Prize" dal nome dell'azienda sponsor dell'edizione del 1968, divenne noto come "Booker Prize" o semplicemente "il Booker". Quando l'amministrazione del premio fu trasferita alla Booker Prize Foundation nel 2002, lo sponsor divenne la società di investimento Man Group, che optò per conservare "Booker" come parte del nome ufficiale del premio. Il valore monetario del premio, originariamente di £21000, divenne di £50000 nel 2002 sotto il nuovo sponsor.
Le regole del premio vennero cambiate nel 1971: mentre fino ad allora venivano candidati i libri pubblicati l'anno precedente a quello del premio, dal 1971 l'anno di eleggibilità corrisponde all'anno stesso del premio. Ciò determinò che i libri pubblicati nel 1970 non poterono essere considerati in nessuna delle due edizioni. Nel gennaio 2010, la Booker Prize Foundation annunciò la creazione di un premio speciale chiamato "Lost Man Booker Prize", a cui parteciparono 20 romanzi pubblicati nel 1970.
Quattro scrittori hanno vinto il premio due volte: John Maxwell Coetzee con La vita e il tempo di Michael K nel 1983 e Vergogna nel 1999; Peter Carey nel 1988 con Oscar e Lucinda e nel 2001 con La ballata di Ned Kelly; Hilary Mantel 2009 con Wolf Hall e nel 2012 con Anna Bolena, una questione di famiglia e infine Margaret Atwood nel 2000 con L'assassino cieco e nel 2019 con I testamenti. A questa lista si può poi aggiungere J.G. Farrell, avendo egli vinto il Booker Prize nel 1973 con L'assedio di Krishnapur e retrospettivamente il "Lost Man Booker Prize" nel 2010 con Tumulti.
John Sutherland, che è stato uno dei giudici del premio del 1999, ha detto:
C'è una comunità letteraria londinese ben consolidata. Rushdie non viene selezionato ora perché ha attaccato quella comunità. Questo non è un buon piano di gioco se vuoi vincere il Booker. Norman Mailer ha trovato la stessa cosa negli Stati Uniti: devi "essere un cittadino" se vuoi vincere dei premi. Il vero scandalo è che Martin Amis non ha mai vinto il premio. In effetti, è stato selezionato solo una volta ed è stato per La freccia del tempo, che non è stato uno dei suoi libri più forti. Questo è davvero sospetto. Ha fatto incazzare la gente con Futuro anteriore e questo si è infiltrato nella cultura. C'è anche la sensazione che abbia sempre guardato all'America.

## Processo di selezione
Il processo di selezione del vincitore del premio comincia con la creazione di un comitato di consulenza che include un autore, due editori, un agente letterario, un venditore di libri, un bibliotecario e un presidente nominato dalla Booker Prize Foundation. Il comitato sceglie la giuria, i cui membri cambiano ogni anno, anche se in rare occasioni un giudice può essere scelto una seconda volta. I giudici sono nominati tra critici letterari di spicco, scrittori, accademici, e altre figure pubbliche. Il vincitore è solitamente annunciato in una cerimonia nella Guildhall di Londra.

## Albo d'oro
I vincitori sono indicati in grassetto, a seguire i finalisti. Dal 2001: vincitore, finalisti (shortlist) e longlist.

### Anni 1969-1979
- 1969: Something to Answer For di Percy Howard Newby
  - Figures in a Landscape di Barry England
  - Impossible Object di Nicholas Mosley
  - I belli e i buoni (The Nice and the Good) di Iris Murdoch
  - L'immagine pubblica (The Public Image) di Muriel Spark
  - From Scenes like These di G. M. Williams
- 1970: The Elected Member di Bernice Rubens
  - John Brown's Body di A. L. Barker
  - Eva Trout (Eva Trout) di Elizabeth Bowen
  - Il sogno di Bruno (Bruno's Dream) di Iris Murdoch
  - Mrs Eckdorf in O'Neill's Hotel di William Trevor
  - The Conjunction di T. W. Wheeler
- 1971: In uno Stato libero (In a Free State) di V. S. Naipaul
  - The Big Chapel di Thomas Kilroy
  - Discesa all'inferno (Briefing for a Descent into Hell) di Doris Lessing
  - St. Urbain's Horseman di Mordecai Richler
  - Goshawk Squadron di Derek Robinson
  - Mrs. Palfrey all'hotel Claremont (Mrs Palfrey at the Claremont) di Elizabeth Taylor
- 1972: G. (G.) di John Berger
  - The Bird of Night di Susan Hill
  - The Chant of Jimmie Blacksmith di Thomas Keneally
  - Pasmore di David Storey
- 1973: L'assedio di Krishnapur (The Siege of Krishnapur) di James Gordon Farrell
  - The Dressmaker di Beryl Bainbridge
  - The Green Equinox di Elizabeth Mavor
  - The Black Prince di Iris Murdoch
- 1974: Il conservatore (The Conservationist) di Nadine Gordimer ex aequo Holiday di Stanley Middleton
  - Ending Up di Kingsley Amis
  - The Bottle Factory Outing di Beryl Bainbridge
  - In Their Wisdom di C. P. Snow
- 1975: Calore e polvere (Heat and Dust) di Ruth Prawer Jhabvala
  - Gossip from the Forest di Thomas Keneally
- 1976: Saville di David Storey
  - Un istante nel vento (An Instant in the Wind) di André Brink
  - Rising di R. C. Hutchinson
  - The Doctor's Wife di Brian Moore
  - King Fisher Lives di Julian Rathbone
  - Giochi da ragazzi (The Children of Dynmouth) di William Trevor
- 1977: Staying On di Paul Scott
  - Le confessioni di Peter Smart (Peter Smart's Confessions) di Paul Bailey
  - Mrs Webster (Great Granny Webster) di Caroline Blackwood
  - Ombre sulla nostra pelle (Shadows on our Skin) di Jennifer Johnston
  - The Road to Lichfield di Penelope Lively
  - Quartetto in autunno (Quartet in Autumn) di Barbara Pym
- 1978: Il mare, il mare (The Sea, the Sea) di Iris Murdoch
  - La rinuncia di Jake (Jake's Thing) di Kingsley Amis
  - Rumours of Rain di André Brink
  - La libreria (The Bookshop) di Penelope Fitzgerald
  - God on the Rocks di Jane Gardam
  - A Five-Year Sentence di Bernice Rubens
- 1979: La casa sull'acqua (Offshore) di Penelope Fitzgerald
  - Confederates di Thomas Keneally
  - Alla curva del fiume (A Bend in the River) di V. S. Naipaul
  - Joseph di Julian Rathbone
  - Praxis di Fay Weldon

### Anni 1980-1989
- 1980: Riti di passaggio (Rites of Passage) di William Golding
  - Gli strumenti delle tenebre (Earthly Powers) di Anthony Burgess
  - Chiara luce del giorno (Clear Light of Day) di Anita Desai
  - Chi ti credi di essere? (The Beggar Maid) di Alice Munro
  - No Country for Young Men di Julia O'Faolain
  - L'isola di Pascali (Pascali's Island) di Barry Unsworth
  - Un mese in campagna (A Month in the Country) di J. L. Carr
- 1981: I figli della mezzanotte (Midnight's Children) di Salman Rushdie
  - Le buone maniere (Good Behaviour) di Molly Keane
  - Una donna armata. Esperimenti siriani (The Sirian Experiments) di Doris Lessing
  - Cortesie per gli ospiti (The Comfort of Strangers) di Ian McEwan
  - Rhine Journey di Ann Schlee
  - Atteggiamento sospetto (Loitering with Intent) di Muriel Spark
  - L'albergo bianco (The White Hotel) di D. M. Thomas
- 1982: La lista di Schindler (Schindler's Ark) di Thomas Keneally
  - Silence Among the Weapons di John Arden
  - Come neve al sole (An Ice-Cream War) di William Boyd
  - Constance or Solitary Practices di Lawrence Durrell
  - The 27th Kingdom di Alice Thomas Ellis
  - Agrodolce (Sour Sweet) di Timothy Mo
- 1983: La vita e il tempo di Michael K (Life and Times of Michael K) di John Maxwell Coetzee
  - Rates of Exchange di Malcolm Bradbury
  - Flying to Nowhere di John Fuller
  - The Illusionist di Anita Mason
  - La vergogna (Shame) di Salman Rushdie
  - Il paese dell'acqua (Waterland) di Graham Swift
- 1984: Hotel du Lac (Hotel du Lac) di Anita Brookner
  - L'impero del sole (Empire of the Sun) di James G. Ballard
  - Il pappagallo di Flaubert (Flaubert's Parrot) di Julian Barnes
  - In custodia (In Custody) di Anita Desai
  - Amori imprevisti di un rispettabile biografo (According to Mark) di Penelope Lively
  - Il professore va al congresso (Small World: An Academic Romance) di David Lodge
- 1985: The Bone People di Keri Hulme
  - Illywhacker di Peter Carey
  - The Battle of Pollocks Crossing di J. L. Carr
  - La brava terrorista (The Good Terrorist) di Doris Lessing
  - Last Letters from Hav di Jan Morris
  - L'apprendista (The Good Apprentice) di Iris Murdoch
- 1986: Vecchi diavoli (The Old Devils) di Kingsley Amis
  - Il racconto dell'ancella (The Handmaid's Tale) di Margaret Atwood
  - Gabriel's Lament di Paul Bailey
  - What's Bred in the Bone di Robertson Davies
  - Un artista del mondo effimero (An Artist of the Floating World) di Kazuo Ishiguro
  - An Insular Possession di Timothy Mo
- 1987: Incontro in Egitto (Moon Tiger) di Penelope Lively
  - Viandanti della storia (Anthills of the Savannah) di Chinua Achebe
  - Il ragazzo meraviglioso (Chatterton) di Peter Ackroyd
  - Circles of Deceit di Nina Bawden
  - The Colour of Blood di Brian Moore
  - Il libro e la fratellanza (The Book and the Brotherhood) di Iris Murdoch
- 1988: Oscar e Lucinda (Oscar and Lucinda) di Peter Carey
  - Utz (Utz) di Bruce Chatwin
  - L'inizio della primavera (The Beginning of Spring) di Penelope Fitzgerald
  - Ottimo lavoro, professore! (Nice Work) di David Lodge
  - I versi satanici (The Satanic Verses) di Salman Rushdie
  - Il padre perduto (The Lost Father) di Marina Warner
- 1989: Quel che resta del giorno (The Remains of the Day) di Kazuo Ishiguro
  - Occhio di gatto (Cat's Eye) di Margaret Atwood
  - La spiegazione dei fatti (The Book of Evidence) di John Banville
  - Mosaico: un'educazione non sentimentale (Jigsaw) di Sybille Bedford
  - A Disaffection di James Kelman
  - Il favorito (Restoration) di Rose Tremain

### Anni 1990-1999
- 1990: Possessione (Possession: A Romance) di Antonia Susan Byatt
  - Un'avventura terribilmente complicata (An Awfully Big Adventure) di Beryl Bainbridge
  - Il cancello degli angeli (The Gate of Angels) di Penelope Fitzgerald
  - Moran tra le donne (Amongst Women) di John McGahern
  - Le menzogne del silenzio (Lies of Silence) di Brian Moore
  - Solomon Gursky è stato qui (Solomon Gursky Was Here) di Mordecai Richler
- 1991: La via della fame (The Famished Road) di Ben Okri
  - La freccia del tempo (Time's Arrow) di Martin Amis
  - Due sulla strada (The Van) di Roddy Doyle
  - Un lungo viaggio (Such a Long Journey) di Rohinton Mistry
  - The Redundancy of Courage di Timothy Mo
  - Leggendo Turgenev (Reading Turgenev) di William Trevor
- 1992: Il paziente inglese (The English Patient) di Michael Ondaatje ex aequo Sacred Hunger di Barry Unsworth
  - Serenity House di Christopher Hope
  - Il garzone del macellaio (The Butcher Boy) di Patrick McCabe
  - Cani neri (Black Dogs) di Ian McEwan
  - Figlie della casa (Daughters of the House) di Michèle Roberts
- 1993: Paddy Clarke ah ah ah! (Paddy Clarke Ha Ha Ha) di Roddy Doyle
  - Sotto il culo della rana (Under the Frog) di Tibor Fischer
  - Scar Tissue di Michael Ignatieff
  - Ritorno a Babilonia (Remembering Babylon) di David Malouf
  - Crossing the River di Caryl Phillips
  - In cerca di Daisy (The Stone Diaries) di Carol Shields
- 1994: Troppo tardi, Sammy (How Late It Was, How Late) di James Kelman
  - Barriera di coralli (Reef) di Romesh Gunesekera
  - Paradiso (Paradise) di Abdulrazak Gurnah
  - La stella di Espero (The Folding Star) di Alan Hollinghurst
  - Lungo l'oceano del tempo (Beside the Ocean of Time) di George Mackay Brown
  - Quel che sanno gli angeli (Knowledge of Angels) di Jill Paton Walsh
- 1995: The Ghost Road di Pat Barker
  - In Every Face I Meet di Justin Cartwright
  - L'ultimo sospiro del Moro (The Moor's Last Sigh) di Salman Rushdie
  - Lo spettacolo della vita (Morality Play) di Barry Unsworth
  - I cavalieri (The Riders) di Tim Winton
- 1996: Ultimo giro (Last Orders) di Graham Swift
  - L'altra Grace (Alias Grace) di Margaret Atwood
  - Ognuno per sé (Every Man for Himself) di Beryl Bainbridge
  - Le parole della notte (Reading in the Dark) di Seamus Deane
  - The Orchard on Fire di Shena Mackay
  - Un perfetto equilibrio (A Fine Balance) di Rohinton Mistry
- 1997: Il Dio delle piccole cose (The God of Small Things) di Arundhati Roy
  - Il diavolo nel deserto (Quarantine) di Jim Crace
  - L'uomo sotterraneo (The Underground Man) di Mick Jackson
  - Donna al piano (Grace Notes) di Bernard MacLaverty
  - Europa di Tim Parks
  - The Essence of the Thing di Madeleine St John
- 1998: Amsterdam (Amsterdam) di Ian McEwan
  - Master Georgie (Master Georgie) di Beryl Bainbridge
  - England, England (England, England) di Julian Barnes
  - The Industry of Souls di Martin Booth
  - Colazione su Plutone (Breakfast on Pluto) di Patrick McCabe
  - Bestie (The Restraint of Beasts) di Magnus Mills
- 1999: Vergogna (Disgrace) di John Maxwell Coetzee
  - Digiunare, divorare (Fasting, Feasting) di Anita Desai
  - A testa bassa (Headlong) di Michael Frayn
  - Ai nostri padri (Our Fathers) di Andrew O'Hagan
  - Il profumo delle notti sul Nilo (The Map of Love) di Ahdaf Soueif
  - Il faro di Blackwater (The Blackwater Lightship) di Colm Tóibín

### Anni 2000-2009
2000:
Vincitore: L'assassino cieco (The Blind Assassin) di Margaret Atwood
Shortlist:
- La camera segreta (The Hiding Place) di Trezza Azzopardi
- L'altra verità (The Keepers of Truth) di Michael Collins
- Quando eravamo orfani (When We Were Orphans) di Kazuo Ishiguro
- Il passeggero inglese (English Passengers) di Matthew Kneale
- The Deposition of Father McGreevey di Brian O'Doherty

2001:
Vincitore: La ballata di Ned Kelly (True History of the Kelly Gang) di Peter Carey
Shortlist:
- Espiazione (Atonement) di Ian McEwan
- Ossigeno (Oxygen) di Andrew Miller
- Sogno numero 9 (number9dream) di David Mitchell
- La camera oscura (The Dark Room) di Rachel Seiffert
- Hotel World (Hotel World) di Ali Smith

Longlist:
- According to Queeney di Beryl Bainbridge
- If the Invader Comes di Derek Beaven
- A Son of War di Melvyn Bragg
- Shamrock Tea di Ciaran Carson
- The Element of Water di Stevie Davis
- L'aggancio (The Pickup) di Nadine Gordimer
- Dogside Story di Patricia Grace
- Sulla riva del mare (By the Sea) di Abdulrazak Gurnah
- Come diventare buoni (How to Be Good) di Nick Hornby
- Wolfy and the Strudelbakers di Zvi Jagendorf
- Translated Accounts di James Kelman
- Blue Tango (The Blue Tango) di Eoin McNamee
- Fairness di Ferdinand Mount
- La metà di una vita (Half a Life) di V.S.Naipaul
- Il cannocchiale d'ambra (The Amber Spyglass) di Philip Pullman
- La morte di Vishnu (The Death of Vishnu) di Manil Suri
- Klara (The Stone Carvers) di Jane Urquhart
- The Leto Bundle di Marina Warner

2002:
Vincitore: Vita di Pi (Life of Pi) di Yann Martel
Shortlist:
- Questioni di famiglia (Family Matters) di Rohinton Mistry
- A meno che (Unless) di Carol Shields
- La storia di Lucy Gault (The Story of Lucy Gault) di William Trevor
- Ladra (Fingersmith) di Sarah Waters
- Dirt Music (Dirt Music) di Tim Winton

Longlist:
- The Strange Case of Dr Simmonds and Dr Glas di Dannie Abse
- L'invenzione del passato (Shroud) di John Banville
- Critical Injuries di Joan Barfoot
- Ogni cuore umano (Any Human Heart) di William Boyd
- La prossima avventura (The Next Big Thing) di Anita Brookner
- Peacetime di Robert Edric
- Spies di Michael Frayn
- Still Here di Linda Grant
- The Mulberry Empire di Philip Hensher
- Who's Sorry Now di Howard Jacobson
- Se nessuno parla di cose meravigliose (If Nobody Speaks of Remarkable Things) di Jon McGregor
- Dorian (Dorian) di Will Self
- L'uomo autografo (The Autograph Man) di Zadie Smith
- Verso l'ultima città (To the Last City) di Colin Thubron

2003:
Vincitore: Vernon God Little (Vernon God Little) di DBC Pierre
Shortlist:
- Sette mari tredici fiumi (Brick Lane) di Monica Ali
- L'ultimo degli uomini (Oryx and Crake) di Margaret Atwood
- Il buon dottore (The Good Doctor) di Damon Galgut
- La donna dello scandalo (Notes on a Scandal) di Zoë Heller
- Meravigliose macchie di colore qua e là (Astonishing Splashes of Colour) di Clare Morrall

Longlist:
- Cane giallo (Yellow Dog) di Martin Amis
- Turn Again Home di Carol Birch
- Crossing the Lines di Melvyn Bragg
- Elizabeth Costello (Elizabeth Costello) di John Maxwell Coetzee
- The Taxi Driver's Daughter di Julia Darling
- Il telescopio di Schopenhauer (Schopenhauer's Telescope) di Gerard Donovan
- Romantica (The Romantic) di Barbara Gowdy
- Lo strano caso del cane ucciso a mezzanotte (The Curious Incident of the Dog in the Night-time) di Mark Haddon
- The Nick of Time di Francis King
- Heligoland di Shena Mackay
- Jazz ecc. di John Murray
- Può sempre succedere (Something Might Happen) di Julie Myerson
- La doppia vita del giudice Savage (Judge Savage) di Tim Parks
- A Distant Shore di Caryl Phillips
- Waxwings di Jonathan Raban
- La luce del giorno (The Light of Day) di Graham Swift
- Frankie and Stankie di Barbara Trapido

2004:
Vincitore: La linea della bellezza (The Line of Beauty) di Alan Hollinghurst
Shortlist:
- Frutto amaro (Bitter Fruit) di Achmat Dangor
- The Electric Michelangelo di Sarah Hall
- L'atlante delle nuvole (Cloud Atlas) di David Mitchell
- The Master (The Master) di Colm Tóibín
- I'll Go to Bed at Noon di Gerard Woodward

Longlist:
- L'ibisco viola (Purple Hibiscus) di Chimamanda Ngozi Adichie
- Mappe per amanti smarriti (Maps for Lost Lovers) di Nadeem Aslam
- L'evidenza dei fatti (Clear: a Transparent Novel) di Nicola Barker
- Il prezzo della bellezza (The Island Walkers) di John Bemrose
- Havoc, in Its Third Year di Ronan Bennett
- Jonathan Strange e il signor Norrell (Jonathan Strange and Mr Norrell) di Susanna Clarke
- Always the Sun di Neil Cross
- Becoming Strangers di Louise Dean
- A Blade of Grass di Lewis DeSoto
- Cucinare col Fernet Branca (Cooking with Fernet Branca) di James Hamilton-Paterson
- The Honeymoon di Justin Haythe
- Il grande fuoco (The Great Fire) di Shirley Hazzard
- Sixty Lights di Gail Jones
- The Unnumbered di Sam North
- Snowleg di Nicholas Shakespeare
- Cherry di Matt Thorne

2005:
Vincitore: Il mare (The Sea) di John Banville
Shortlist:
- Arthur e George (Arthur & George) di Julian Barnes
- A Long Long Way (A Long Long Way) di Sebastian Barry
- Non lasciarmi (Never Let Me Go) di Kazuo Ishiguro
- Voci fuori campo (The Accidental) di Ali Smith
- Della bellezza (On Beauty) di Zadie Smith

Longlist:
- La vera storia di Johnny Lim (The Harmony Silk Factory) di Tash Aw
- In the Fold di Rachel Cusk
- All for Love di Dan Jacobson
- Breve storia dei trattori in lingua ucraina (A Short History of Tractors in Ukrainian) di Marina Lewycka
- Al di là del nero (Beyond Black) di Hilary Mantel
- Per amore del popolo (The People's Act of Love) di James Meek
- Shalimar il clown (Shalimar the Clown) di Salman Rushdie
- Questa creatura delle tenebre (This Thing of Darkness) di Harry Thompson
- This Is the Country di William Wall
- Sabato (Saturday) di Ian McEwan
- Slow Man (Slow Man) di John Maxwell Coetzee

2006:
Vincitore: Eredi della sconfitta (The Inheritance of Loss) di Kiran Desai
Shortlist:
- Il fiume segreto (The Secret River) di Kate Grenville
- Il bambino che non sapeva mentire (Carry Me Down) di M. J. Hyland
- Nessuno al mondo (In the Country of Men) di Hisham Matar
- La famiglia Melrose (Mother's Milk) di Edward St Aubyn
- Turno di notte (The Night Watch) di Sarah Waters

Longlist:
- Gathering the Water di Robert Edric
- Kalooki Nights (Kalooki Nights) di Howard Jacobson
- Sette menzogne (Seven Lies) di James Lasdun
- Oltre il ponte (The Other Side of the Bridge) di Mary Lawson
- Diversi modi per ricominciare (So Many Ways to Begin) di Jon McGregor
- I figli dell'imperatore (The Emperor's Children) di Claire Messud
- A casa di Dio (Black Swan Green) di David Mitchell
- The Perfect Man di Naeem Murr
- Stammi vicino (Be Near Me) di Andrew O'Hagan
- The Testament of Gideon Mack di James Robertson
- Sveglia! (Get a Life) di Nadine Gordimer
- La donna del rubino (The Ruby in Her Navel) di Barry Unsworth
- Furto: una storia d'amore (Theft: a Love Story) di Peter Carey

2007:
Vincitore: La veglia (The Gathering) di Anne Enright
Shortlist:
- Darkmans di Nicola Barker
- Il fondamentalista riluttante (The Reluctant Fundamentalist) di Mohsin Hamid
- Mister Pip (Mister Pip) di Lloyd Jones
- Chesil Beach (On Chesil Beach) di Ian McEwan
- Animal (Animal's People) di Indra Sinha

Longlist:
- Self Help di Edward Docx
- La ragazza gallese (The Welsh Girl) di Peter Ho Davies
- La bambina prodigio (Gifted) di Nikita Lalwani
- La bambina che sapeva troppo (What Was Lost) di Catherine O'Flynn
- Consolation di Michael Redhill
- La donna venuta dalla pioggia (The Gift of Rain) di Tan Twan Eng
- Winnie and Wolf di A.N. Wilson

2008:
Vincitore: La tigre bianca (The White Tiger) di Aravind Adiga
Shortlist:
- Il segreto (The Secret Scripture) di Sebastian Barry
- Mare di papaveri (Sea of Poppies) di Amitav Ghosh
- The Clothes on Their Backs di Linda Grant
- The Northern Clemency di Philip Hensher
- Una parte del tutto (A Fraction of the Whole) di Steve Toltz

Longlist:
- Da A a X: lettere di una storia (From A to X) di John Berger
- Il cane scomparso tra le foglie (The Lost Dog) di Michelle de Kretser
- Il caso dei manghi esplosivi (A Case of Exploding Mangoes) di Mohammed Hanif
- La città invincibile (Netherland) di Joseph O'Neill
- L'incantatrice di Firenze (The Enchantress of Florence) di Salman Rushdie
- Child 44: Il bambino numero 44 (Child 44) di Tom Rob Smith
- Girl in a Blue Dress di Gaynor Arnold

2009:
Vincitore: Wolf Hall (Wolf Hall) di Hilary Mantel
Shortlist:
- Il libro dei bambini (The Children's Book) di A. S. Byatt
- Tempo d'estate. Scene di vita di provincia (Summertime) di J. M. Coetzee
- The Quickening Maze di Adam Foulds
- La casa di vetro (The Glass Room) di Simon Mawer
- L'ospite (The Little Stranger) di Sarah Waters

Longlist:
- Ritratto di un uomo morto (How to Paint a Dead Man) di Sarah Hall
- The Wilderness di Samantha Harvey
- Me Cheeta di James Lever
- Not Untrue and Not Unkind di Ed O'Loughlin
- Heliopolis di James Scudamore
- L'amore, un'estate (Love and Summer) di William Trevor
- Brooklyn (Brooklyn) di Colm Tóibín

### Anni 2010-2019
2010:
Vincitore: L'enigma di Finkler (The Finkler Question) di Howard Jacobson
Shortlist:
- Parrot e Olivier in America (Parrot and Olivier in America) di Peter Carey
- Stanza, letto, armadio, specchio (Room) di Emma Donoghue
- In una stanza sconosciuta (In a Strange Room) di Damon Galgut
- Una lunga canzone (The Long Song) di Andrea Levy
- C (C) di Tom McCarthy

Longlist:
- The Betrayal di Helen Dunmore
- L'inverno che Helen O'Mara smise di sognare (February) di Lisa Moore
- Skippy muore (Skippy Dies) di Paul Murray
- La casa della seta (Trespass) di Rose Tremain
- Lo schiaffo (The Slap) di Christos Tsiolkas
- The Stars in the Bright Sky di Alan Warner
- I mille autunni di Jacob de Zoet (The Thousand Autumns of Jacob de Zoet) di David Mitchell

2011:
Vincitore: Il senso di una fine (The Sense of an Ending) di Julian Barnes
Shortlist:
- Memorie di un cacciatore di draghi (Jamrach's Menagerie) di Carol Birch
- Arrivano i Sister (The Sisters Brothers) di Patrick deWitt
- Questo suono è una leggenda (Half Blood Blues) di Esi Edugyan
- Soffiando via le nuvole (Pigeon English) di Stephen Kelman
- L'amante russa (Snowdrops) di A.D. Miller

Longlist:
- A Cupboard Full of Coats di Yvvette Edwards
- Il bambino del giovedì (Far to Go) di Alison Pick
- Derby Day di D.J.Taylor
- On Canaan's Side di Sebastian Barry
- Il figlio dello sconosciuto (The Stranger's Child) di Alan Hollinghurst
- The Testament of Jessie Lamb di Jane Rogers
- The Last Hundred Days di Patrick McGuinness

2012:
Vincitore: Anna Bolena, una questione di famiglia (Bring Up the Bodies) di Hilary Mantel
Shortlist:
- Il giardino delle nebbie notturne (The Garden of Evening Mists) di Tan Twan Eng
- A nuoto verso casa (Swimming Home) di Deborah Levy
- La moglie dell'albergatore (The Lighthouse) di Alison Moore
- Ombrello (Umbrella) di Will Self
- Narcopolis (Narcopolis) di Jeet Thayil

Longlist:
- Skios di Michael Frayn
- Philida di André Brink
- La macchina fatale (The Teleportation Accident) di Ned Beauman
- The Yips di Nicola Barker
- Communion Town di Sam Thompson
- L'imprevedibile viaggio di Harold Fry (The Unlikely Pilgrimage of Harold Fry) di Rachel Joyce

2013:
Vincitore: I luminari (The Luminaries) di Eleanor Catton
Shortlist:
- C'è bisogno di nuovi nomi (We Need New Names) di NoViolet Bulawayo
- Il raccolto (Harvest) di Jim Crace
- La moglie (The Lowland) di Jhumpa Lahiri
- Una storia per l'essere tempo (A Tale for the Time Being) di Ruth Ozeki
- Il testamento di Maria (The Testament of Mary) di Colm Tóibín

Longlist:
- Miliardario a cinque stelle (Five Star Billionaire) di Tash Aw
- Il rifugio delle puttane (The Marrying of Chani Kaufman) di Eve Harris
- The Kills di Richard House
- Unexploded di Alison MacLeod
- TransAtlantic (TransAtlantic) di Colum McCann
- Almost English di Charlotte Mendelson
- Il cuore girevole (The Spinning Heart) di Donal Ryan

2014:
Vincitore: La strada stretta verso il profondo Nord  (The Narrow Road to the Deep North) di Richard Flanagan
Shortlist:
- Svegliamoci pure, ma a un'ora decente (To Rise Again at a Decent Hour) di Joshua Ferris
- Siamo tutti completamente fuori di noi (We Are All Completely Beside Ourselves) di Karen Joy Fowler
- G (J) di Howard Jacobson
- La vita degli altri (The Lives of Others) di Neel Mukherjee
- L'una e l'altra (How to Be Both) di Ali Smith

Longlist:
- Storia della pioggia (History of the Rain) di Niall Williams
- Orfeo (Orfeo) di Richard Powers
- Il mondo sfolgorante (The Blazing World) di Siri Hustvedt
- The Wake di Paul Kingsnorth
- Noi (Us) di David Nicholls
- L'uomo di Dubai (The Dog) di Joseph O'Neill
- Le ore invisibili (The Bone Clocks) di David Mitchell

2015:
Vincitore: Breve storia di sette omicidi  (A Brief History of Seven Killings) di Marlon James
Shortlist:
- Satin Island (Satin Island) di Tom McCarthy
- I Pescatori (The Fishermen) di Chigozie Obioma
- L'anno dei fuggiaschi (The Year of the Runaways) di Sunjeev Sahota
- Una spola di filo blu (A Spool of Blue Thread) di Anne Tyler
- Una vita come tante (A Little Life) di Hanya Yanagihara

Longlist:
- Mai avuto una famiglia (Did You Ever Have a Family) di Bill Clegg
- La strada verde (The Green Road) di Anne Enright
- The Moor's Account di Laila Lalami
- The Illuminations di Andrew O'Hagan
- Lila (Lila) di Marilynne Robinson
- Sotto le lune di Giove (Sleeping on Jupiter) di Anuradha Roy
- The Chimes di Anna Smaill

2016:
Vincitore: Lo schiavista (The Sellout) di Paul Beatty
Shortlist:
- Come l'acqua che spezza la polvere (Hot Milk) di Deborah Levy
- Progetto di sangue (His Bloody Project) di Graeme Macrae Burnet
- Eileen (Eileen) di Ottessa Moshfegh
- Tutto quello che è un uomo (All That Man Is) di David Szalay
- Non dite che non abbiamo niente (Do Not Say We Have Nothing) di Madeleine Thien

Longlist:
- I giorni di scuola di Gesù (The Schooldays of Jesus) di John Maxwell Coetzee
- Serious Sweet di Alison Louise Kennedy
- Le acque del nord (The North Water) di Ian McGuire
- Hystopia (Hystopia) di David Means
- Al largo (The Many) di Wyl Menmuir
- Work Like Any Other di Virginia Reeves
- Mi chiamo Lucy Barton (My Name Is Lucy Barton) di Elizabeth Strout

2017:
Vincitore: Lincoln nel Bardo (Lincoln in The Bardo) di George Saunders
Shortlist:
- 4 3 2 1 (4 3 2 1) di Paul Auster
- Storia dei miei lupi  (History of Wolves) di Emily Fridlund
- Exit West (Exit West) di Mohsin Hamid
- Elmet (Elmet) di Fiona Mozley
- Autunno (Autumn) di Ali Smith

Longlist:
- Giorni senza fine (Days Without End) di Sebastian Barry
- Ossa di sole (Solar Bones) di Mike McCormack
- Bacino 13 (Reservoir 13) di Jon McGregor
- Il ministero della suprema felicità (The Ministry of Utmost Happiness) di Arundhati Roy
- Io sono il nemico (Home Fire) di Kamila Shamsie
- Swing Time (Swing Time) di Zadie Smith
- La ferrovia sotterranea (The Underground Railroad) di Colson Whitehead

2018:
Vincitore: Milkman (Milkman) di Anna Burns
Shortlist:
- Le avventure di Washington Black  (Washington Black) di Esi Edugyan
- Nel profondo (Everything Under) di Daisy Johnson
- Mars Room (The Mars Room) di Rachel Kushner
- Il sussurro del mondo (The Overstory) di Richard Powers
- Un nodo alla gola (The Long Take) di Robin Robertson

Longlist:
- Snap di Belinda Bauer
- Sabrina (Sabrina) di Nick Drnaso
- La nostra folle furiosa città (In Our Mad and Furious City) di Guy Gunaratne
- The Water Cure di Sophie Mackintosh
- Luci di guerra (Warlight) di Michael Ondaatje
- Persone Normali (Normal People) di Sally Rooney
- From a Low and Quiet Sea di Donal Ryan

2019:
Vincitore: I testamenti (The Testaments) di Margaret Atwood ex aequo con Ragazza, donna, altro (Girl, Woman, Other) di Bernardine Evaristo
Shortlist:
- Ducks, Newburyport di Lucy Ellmann
- An Orchestra of Minorities di Chigozie Obioma
- Quichotte (Quichotte) di Salman Rushdie
- I miei ultimi 10 minuti e 38 secondi in questo strano mondo (10 Minutes 38 Seconds In This Strange World) di Elif Shafak

Longlist:
- L'ultima nave per Tangeri (Night Boat To Tangier) di Kevin Barry
- Mia sorella è una serial killer (My Sister, The Serial Killer) di Oyinkan Braithwaite
- Il muro (The Wall) di John Lanchester
- L'uomo che aveva visto tutto (The Man Who Saw Everything) di Deborah Levy
- Archivio dei bambini perduti  (Lost Children Archive) di Valeria Luiselli
- Lanny di Max Porter
- Frankissstein: una storia d'amore (Frankissstein) di Jeanette Winterson

### Anni 2020-2029
2020:
Vincitore: Storia di Shuggie Bain (Shuggie Bain) di Douglas Stuart
Shortlist:
- Un mondo quasi perfetto di Diane Cook
- This Mournable Body di Tsitsi Dangarembga
- Zucchero bruciato di Avni Doshi
- Il re ombra di Maaza Mengiste
- Una vita vera di Brandon Taylor

Longlist:
- Who They Was di Gabriel Krauze
- Lo specchio e la luce di Hilary Mantel
- Apeirogon di Colum McCann
- Such a Fun Age di Kiley Reid
- Un ragazzo sulla soglia (Redhead by the Side of the Road) di Anne Tyler
- Love and Other Thought Experiments di Sophie Ward
- Quanto oro c'è in queste colline di C Pam Zhang

2021:
Vincitore: La promessa (The Promise) di Damon Galgut
Shortlist:
- A Passage North di Anuk Arudpragasam
- Nessuno ne parla (No One Is Talking About This) di Patricia Lockwood
- The Fortune Men di Nadifa Mohamed
- Smarrimento (Bewilderment) di Richard Powers
- Great Circle di Maggie Shipstead

Longlist:
- Second Place di Rachel Cusk
- The Sweetness of Water di Nathan Harris
- Klara e il Sole (Klara and the Sun) di Kazuo Ishiguro
- An Island di Karen Jennings
- A Town Called Solace di Mary Lawson
- China Room di Sunjeev Sahota
- Light Perpetual di Francis Spufford

2022:
Vincitore: Le sette lune di Maali Almeida (The Seven Moons of Maali Almeida) di Shehan Karunatilaka
Shortlist:
- Piccole cose da nulla di Claire Keegan
- Oh William! di Elizabeth Strout
- The Trees di Percival Everett
- Treacle Walker di Alan Garner
- Glory di NoViolet Bulawayo

Longlist:
- Second Place di Audrey Magee
- Mappe dei nostri corpi spettacolari (Maps of our Spectacular Bodies) di Maddie Mortimer
- Nightcrawling di Leila Mottley
- After Sappho di Selby Wynn Schwartz[10][11]
- Booth di Karen Joy Fowler
- Case Study di Graeme Macrae Burnet
- Trust di Hernan Diaz

2023:
Vincitore: Il canto del profeta (Prophet Song) di Paul Lynch
Shortlist:
- Esercizio di obbedienza (Study for Obedience) di Sarah Bernstein
- If I Survive You di Jonathan Escoffery
- Un altro eden (This Other Eden) di Paul Harding
- The Bee Sting di Paul Murray
- Western Lane di Chetna Maroo

Longlist:
- A Spell of Good Things di Ayobami Adebayo
- Old God's Time di Sebastian Barry
- How to Build a Boat di Elaine Feeney
- Pearl di Siân Hughes
- All the Little Bird-Hearts di Viktoria Lloyd-Barlow
- Ascensione (In Ascension) di Martin MacInnes
- La casa delle mille porte (The house of doors) di Tan Twan Eng

2024:
Vincitore: Orbital di Samantha Harvey
Shortlist:
- James di Percival Everett
- Creation Lake di Rachel Kushner
- Held di Anne Michaels
- The Safekeep di Yael van der Wouden
- Stone Yard Devotional di Charlotte Wood

Longlist:
- Case feroci (Wild Houses) di Colin Barrett
- La vita in pugno (Headshot) di Rita Bullwinkel
- Amici di una vita (My Friends) di Hisham Matar
- Questa nostra strana storia (This Strange Eventful History) di Claire Messud
- Stelle vaganti (Wandering Stars) di Tommy Orange
- Illuminazione (Enlightenment) di Sarah Perry
- Playground di Richard Powers